# Черноярово (Бурятия)
Черноя́рово — село в Мухоршибирском районе Бурятии. Входит в сельское поселение «Подлопатинское».

## География
Единственный населённый пункт района, находящийся на левом берегу реки Хилок, недалеко от границы с Селенгинским районом. Расположено в 3,5 км к западу от центра сельского поселения — села Подлопатки. В 2 км юго-восточнее Черноярово находится автомобильный мост через Хилок автодороги республиканского значения 03К-006 Улан-Удэ — Тарбагатай — Окино-Ключи.

## Население
| 2002 | 2010 |
| ---- | ---- |
| 15   | ↘7   |